# Osul iepurelui

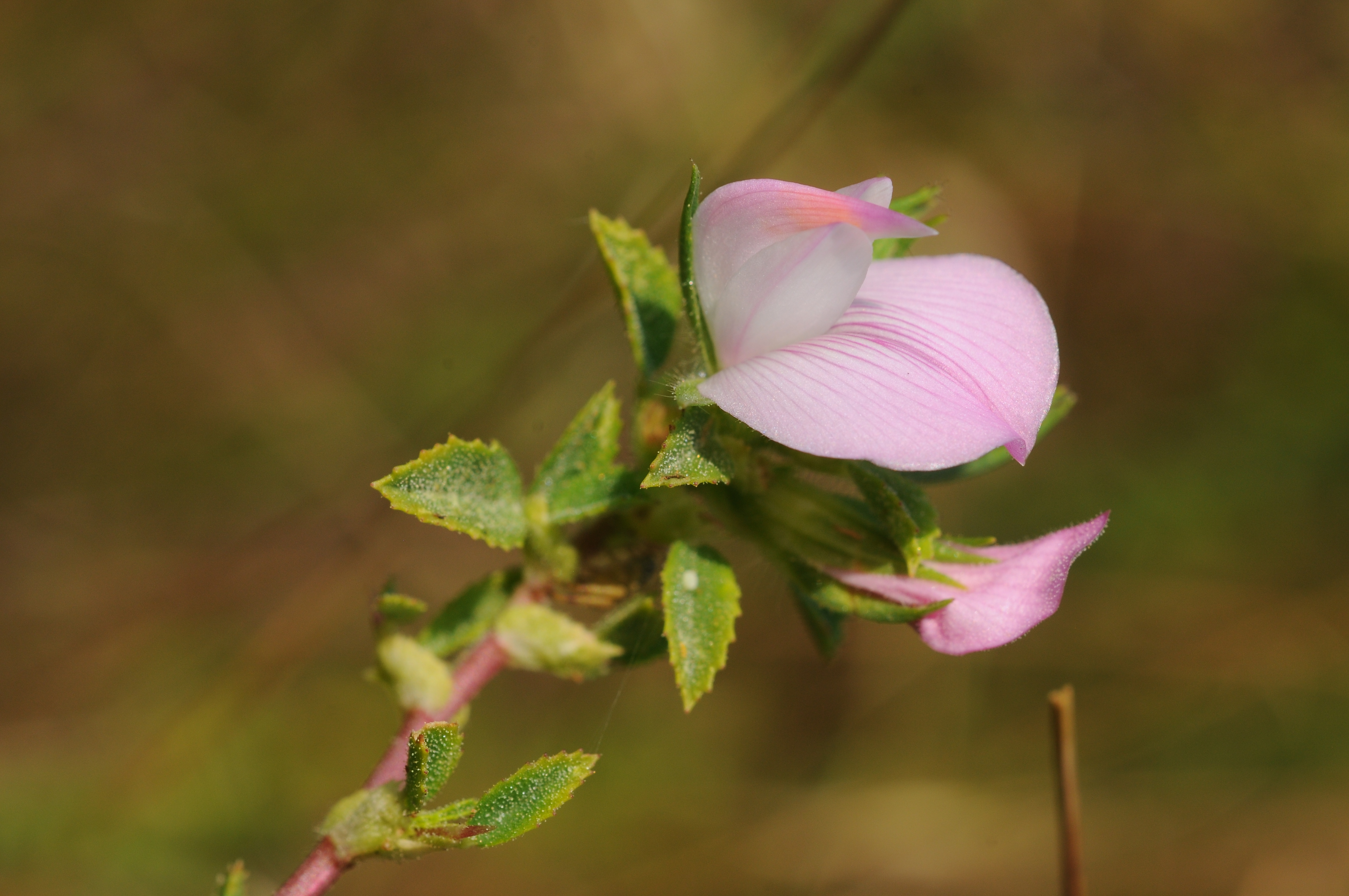

Osul iepurelui (Ononis spinosa) este o plantă erbacee din familia Fabaceae, specie euro-asiatică, în România fiind cunoscută sub mai multe denumiri populare: asudul calului, ciocul ciorii, cașul iepurelui, dirmotin, lemnic, lingoare, sălăștioară, sudoarea calului, sudoarea capului, lingoare, ciocul caprei.

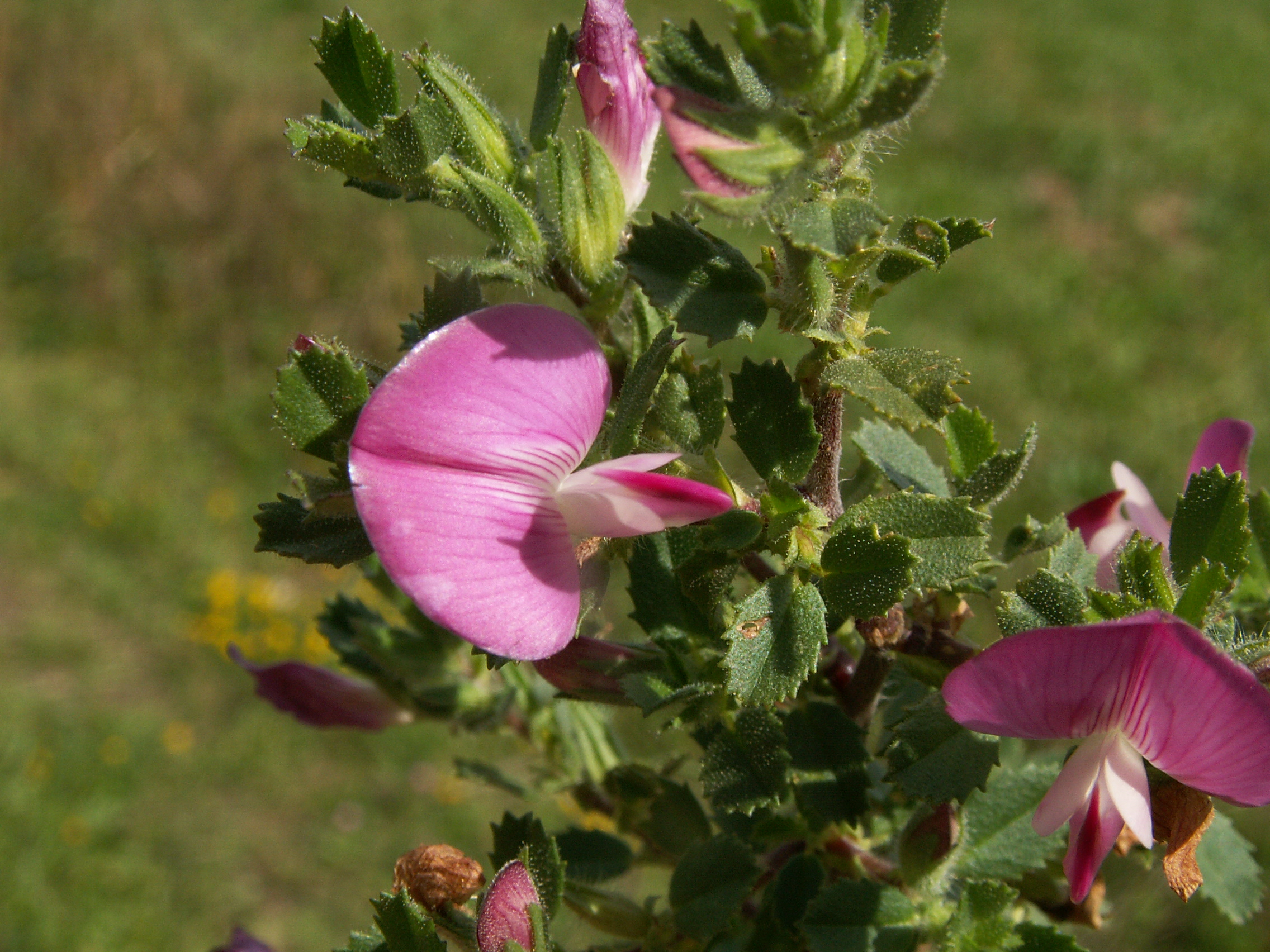
Osul iepurelui (inflorescență)

## Descriere
Este o plantă erbacee, perenă, întâlnită prin pășuni, fânețe aride și  terenuri nisipoase, de-a lungul apelor, apelor curgătoare; ce are în pământ un rizom în prelungirea căruia rădăcina atinge o lungime de până la 20 cm, grosime de 1 cm, de culoare cenușie iar partea aeriană, tulpina, înaltă până la 60 cm, ușor brunificată, lemnoasă la bază, cu multe ramificații spre vârf, cu flori solitare sau pereche, de culoare roz și păstaie (fructul) de dimensiune redusă. Înflorește în lunile de vară.
În scopuri medicinale se utilizează părțile subterane, recoltate în lunile martie-aprilie și septembrie-octombrie.

## Componenți principali
Ononizida (heterozidă de natură izoflavonică), ononină și onospină, onocerină, trifolizină și fitoglutină, saponozide triterpenice, tanozide, zaharuri, acid citric, ulei volatil și ulei gras. 

## Proprietăți
- adjuvant în afecțiuni renale
- diuretic
- elimină toxinele din organism

## Indicații
Intern (sub formă de decoct) este recomandat ca adjuvant în afecțiuni renale, 2-3 ceaiuri pe zi ca diuretic.